# Lista jocurilor video: A-C
Aceasta este o listă alfabetică de jocuri video, care conține jocurile de la A la C 
- Jocuri video A-C
- Jocuri video D-H
- Jocuri video I-O
- Jocuri video P-S
- Jocuri video T-Z

## 0-9
- Seria .hack
  - .hack//fragment (2005) PlayStation 2
  - .hack//G.U. (serie de jocuri video), Vol.1//Rebirth Playstation 2
  - .hack//Infection, Part 1 (2002) Playstation 2
  - .hack//Mutation, Part 2 (2002) Playstation 2
  - .hack//Outbreak, Part 3 (2002) Playstation 2
  - .hack//Quarantine:The Final Chapter, Part 4 (2003) (PS2)
- .kkrieger (2004) (Windows)
- 0 A.D.
- 007: Licence to Kill (1989) DOS
- 007 Racing (2001) PlayStation
- 100 Bullets (2007)
- 101 Dalmatians: Escape from DeVil Manor (1997) IBM PC
- 102 Dalmatians: Puppies to the Rescue (2000) Dreamcast/PlayStation/PC
- 1080° Snowboarding (1998) Nintendo64
  - 1080° Avalanche (2003) Nintendo GameCube
- 123 Free Solitaire
- 18 Wheeler American Pro Trucker (2001) Dreamcast/PlayStation 2
- 18 Wheels of Steel series
- 187 Ride or Die
- 1893: A World's Fair Mystery
- 1942 : seria (Capcom)
  - 1941: Counter Attack
  - 1942 (1986)
  - 1943: The Battle of Midway (1987)
  - 1944: The Loop Master (1989)
  - 19XX: The War Against Destiny
- 2 On 2 Open Ice Challenge (Midway Games, 1995)
- 2002 FIFA World Cup
- 2006 FIFA World Cup (EA Sports, 2006)
- 24: The Game (SCEE, 2006) ; Playstation 2
- 25 to Life (Avalanche Software, 2006)
- 3059 (Jeremy Vight, 2006)
- 3-D Ultra Pinball : seria ((Sierra/Dynamix) 
  - 3-D Ultra Pinball (1995)
  - 3-D Ultra Pinball: Creep Night (1996)
  - 3-D Ultra Pinball: The Lost Continent (1997)
  - 3-D Ultra NASCAR Pinball(1998)
  - 3-D Ultra Pinball Power (1999)
  - 3-D Ultra Pinball: Thrill Ride (2000)
- 3D Lemmings (1995)
- 3D Monster Maze (J.K. Greye, 1981)
- 4D Sports Boxing (Distinctive Software, 1991)
- 4 D Sports Driving (Mindscape, 1990)
- 4 x 4 EVO
  - 4 x 4 EVO 2
- 4x4 Evolution (Terminal Reality, 2000)
- 5 Spots (2003)
- 5 Spots II (2004)
- 50 Cent: Bulletproof (Genuine Games, 2005)
- 688 Attack Sub (Electronic Arts, 1989)
- The 7th Guest : seria (Virgin Interactive)
  - The 7th Guest (1992)
  - The 11th Hour
  - Uncle Henry's Funhouse
- 7 Sins (2006)
- 7th Legion
- 720 Degrees (Atari Games, 1986)
- 9: The Last Resort (1995)
- 99Y

## A
- A7Xpg
- A.G.E.
- A.P.B.
- A/X-101
- A-10 Attack!
- A-10 Cuba!
- A-10 Tank Killer : seria
  - Silent Thunder: A-10 Tank Killer II (Sierra, 1996)
- A2 Racer (Davilex, 1997)
- A3 Online (Anipark, Siam Infinit, 2005 in MMORPG)

### Aa-Ac
- Aaahh!!! Real Monsters (1995) SNES
- Aardvark
- AAARGH!
- Abadox
- Abandoned Places
- Abandoned Places 2
- Abashera
- ABC Monday Night Football
- Abductor
- A Boy and his Blob
- ABC Sports Indy Racing (1997)
- ABPA Backgammon
- Abomination: The Nemesis Project (1999)
- Abrams Battle Tank (Electronic Arts 1988)
- Absolute Pinball	(21st Century Entertainment, 1996)
- Abu Simbel Profanation (Dinamic Software, 1985)
- Absolute Zero (Domark, 1995)
- Abuse (Electronic Arts, Red Hat, 1995)
- Abyss (Cases Computer Simulations, 1984)
- The Abyss: Incident at Europa (TDK Mediactive, Inc., 1998)
- Academy: Tau Ceti II (CRL Group PLC, 1986)
- Accele Brid (1993)
- Accolade Comics (Accolade, 1987)
- Accordion (Softdisk Publishing, 1990)
- ACE 2 (Cascade Games, 1987)
- ACE 2088
- Ace Combat : seria
  - Air Combat
  - Ace Combat 2 (Namco, 1997)
  - Ace Combat 3: Electrosphere (Namco, 1999)
  - Ace Combat 04: Shattered Skies (Namco, 2001)
  - Ace Combat 5
  - Ace Combat Advance
  - Ace Combat Zero
- Ace of Aces (Accolade, 1986)
- Ace Ventura (Bomico Entertainment Software, 1996)
- ' (Cascade Games, 1986)
- Aces High (Oasis)
- Aces of the Air
- Aces of the Deep (Sierra, 1994)
- Aces of the Pacific (Sierra, 1992)
- Aces Over Europe (Sierra, 1993)
- Aces: Collection Series (Sierra, 1997)
- Aces: The Complete Collector's Edition (Sierra, 1995)
- Acheton (Topologika)
- Achieve Peace
- Achilles
- Acia
- ACME Animation Factory (Sunsoft, 1994)
- Aconcagua
- Acquire
- Acrojet
- Act of War: Direct Action (Atari, 2005) ; PC
- Act of War: High Treason
- Action 52 (Active Enterprises, 1991)
- Action Bass
- Action Biker
- Action Cat
- Action Fighter
- Action Force
- Action Girlz Racing (Data Design Interactive)
- Action in New York (Infogrames, 1991) Called S.C.A.T. in the U.S.
- Action Man: Mission Xtreme
- Action Man: Search For Base X
- Action Service
- Action Stations!
- Activision Anthology (Activision)
- Activision Boxing (Activision, 1982)
- Activision Classics
- Activision Decathlon, The
- Activision Tennis (Activision, 1981)
- Activision's Atari 2600 Action Pack 2 (Activision, 1995)
- Activision's Atari 2600 Action Pack 3 (Activision, 1995)
- Activision's Commodore 64 15 Pack (Activision, 1995)
- ActRaiser (Enix, 1991)
- ActRaiser 2 (Enix, 1993)
- Actua Sports : seria
  - Actua Golf
  - Actua Golf 2
  - Actua Ice Hockey (Gremlin, 1998)
  - Actua Ice Hockey 2
  - Actua Soccer (Gremlin, 1995)
  - Actua Soccer 2 (Gremlin, 1997)
  - Actua Soccer 3 (Gremlin, 1998)
  - Actua Tennis (Gremlin, 1999)

### Ad-Ae
- Ad Astra (Gargoyle Games, 1984)
- Ad Infinitum
- Adam Blaster: Atomic Enforcer (PAN Vision Studio, 2002)
- ADAM: The Double Factor (Himeya Soft, 2001)
- The Addams Family: Pugsley's Scavenger Hunt (Ocean, 1993)
- The Addams Family (Ocean, 1991)
- Addams Family Values (Ocean, 1994)
- Addictaball
- Addiction Pinball (MicroProse, 1998)
- Addition Magician
- Adellion
- Adidas Championship Football
- Adidas Power Soccer
- Adidas Power Soccer 2
- Admiral Graf Spee
- Admiral: Sea Battles (Megamedia, 1996)
- ADOM (2001) (freeware)
- Adonis
- Adonthell
- Adult Poker
- Advance GTA
- Advance Guardian Heroes (Treasure Co., 2004)
- Advance Rally
- Advance to Boardwalk
- Advance Wars: seria
  - Advance Wars (Nintendo, 2001); Game Boy Advance
  - Advance Wars 2: Black Hole Rising (Nintendo, 2003); Game Boy Advance
  - Advance Wars: Dual Strike (Nintendo, 2005); Nintendo DS
- Advanced Basketball Simulator
- Advanced Civilization (1995)
- Advanced Destroyer Simulator
- Advanced Dungeons & Dragons : seria 
  - Advanced Dungeons & Dragons (M-Network)
  - AD&D: Dragon Strike (FCI, 1992)
  - AD&D: Eye of the Beholder
  - AD&D: Heroes of the Lance (FCI, 1991)
  - AD&D: Hillsfar (FCI, 1993)
  - AD&D: Order of the Griffon (1992)
  - AD&D: Pool of Radiance (FCI, 1992)
  - AD&D: Tower Of Mystery (M-Network)
  - AD&D: Treasure of Tarmin (Mattel Electronics, 1983)
- Advanced NetWars (Caldera, 1997)
- Advanced Pinball Simulator (Codemasters, 1987)
- Advanced Ski Simulator (Codemasters, 1988)
- Advanced V.G.
- Advanced Xoru (Brian Sanders, 1989)
- Advantage Tennis (Atari Europe S.A.S.U., 1991)
- Advent Rising
- Advent Shadow - Full Fat
- Adventure (Atari 2600) (1979)
- Adventure (Micro Power)
- Adventure (Midway Games, 1980)
- Adventure (Colossal Cave)
- Adventure A: Planet of Death
  - Adventure B: Inca Curse
  - Adventure C: Ship of Doom
  - Adventure D: Espionage Island
  - Adventure E: Golden Apple (Sinclair Research, 1982)
- Adventure at the Chateau d'Or (Karma Labs, 2001)
- The Adventure Collection (Activision, 1995)
- Adventure Construction Set (Ariolasoft, 1984)
- Adventure Creator
- Adventure Elf (Kewlbox, 2003)
- Adventure Hall of Fame (Interplay, 1999)
- Adventure in Serenia (Melbourne House, 1982)
- Adventure in Time
- Adventure Interpreter (1997)
- Adventure Island (Hudson Soft, 1986)
  - Adventure Island II (Hudson Soft, 1991)
  - Adventure Island 3 (Hudson Soft, 1992)
- Adventure Master
- The Adventure of Kid Kleets (Ocean, 1994)
- Adventure of Tokyo Disney Sea
- Adventure Pack (MC2-Microïds, 2004)
- Adventure Pinball: Forgotten Island (Electronic Arts, 2001)
- Adventure Player (From Software)
- Adventure Series (Starsoft Development Laboratories, 1989)
- Adventure Workshop 4th-6th Grade (The Learning Company, 2004)
- Adventure Writer
- Adventureland (Adventure International, 1978)
- Adventures in Math (IBM, 1983)
- Adventures in the Magic Kingdom (Capcom, 1990)
- The Adventures of Batman and Robin (Konami, 1994)
- The Adventures of Bayou Billy (Konami, 1988)
- Adventures of Bond, The - Basildon Bond
- Adventures of Buckaroo Banzai, The
- The Adventures of Captain Comic (Color Dreams, Inc., 1988)
- The Adventures of Cookie & Cream (Agetec, 2001)
- The Adventures of Dino Riki (Hudson Soft, 1989)
- The Adventures of Dr. Franken (DTMC, 1993)
- The Adventures of Fatman (SOCKO! Entertainment, 2003)
- The Adventures of Gilligan's Island (Bandai America, 1990)
- The Adventures of Jimmy Neutron Boy Genius
  - The Adventures of Jimmy Neutron Boy Genius: Jet Fusion
  - The Adventures of Jimmy Neutron Boy Genius: Attack of the Twonkies (THQ, Inc., 2004)
- The Adventures of Jonny Quest (DreamCatcher Interactive, 1999)
- The Adventures of JP and Cosmo: A Friend Indeed (2004)
- The Adventures of Lolo (HAL, 1988)
  - The Adventures of Lolo 2 (HAL, 1990)
  - The Adventures of Lolo 3 (HAL, 1991)
- The Adventures of Maddog Williams in the Dungeons of Duridian (Game Crafters, 1991)
- The Adventures of Melvin Freebush (Sherwood Forest Software, 1993)
- The Adventures of Pinocchio (Bit Managers, 1993)
- The Adventures of Quik and Silva (New Bits on the Ram, 1991)
- The Adventures of Rad Gravity (Activision, 1990)
- The Adventures of Robbo (Epic Games, 1994)
- The Adventures of Robin Hood (Millennium Interactive, 1991)
- The Adventures of Rocky and Bullwinkle and Friends (THQ, 1992)
- The Adventures of Star Saver (Taito / A Wave, 1992) - AKA Rubble Saver
- The Adventures of Tintin: Prisoners of the Sun (Atari Europe S.A.S.U., 1997)
- The Adventures of Tom Sawyer (SETA, 1989)
- Adventures of Tron (Mattel Electronics, 1982)
- The Adventures of Valdo & Marie (Ubi Soft, 1997)
- The Adventures of Willy Beamish (Sega, Sierra, 1991)
- Adventures of Yogi Bear (Cybersoft, 1994)
- AE
- Aegean Voyage
- AEGIS: Guardian of the Fleet (Midway Games West, 1994)
- Aerial Assault (SEGA Entertainment, 1990)
- Aero Blasters
- Aero Dancing (F - Japanese)
- Aero Elite: Combat Academy
- Aero Fighters (Video System, 1994)
  - Aero Fighters 2 / Sonic Wings 2
  - Aero Fighters 3 / Sonic Wings 3
  - Aero Fighters Assault (1997)
- Aero the Acro-Bat (Sunsoft, 1993)
  - Aero the Acro-Bat 2 (SunSoft, 1994)
  - Aero the Acro-Bat: Rascal Rival Revenge
- Aerobiz (KOEI, 1992)
  - Aerobiz Supersonic (KOEI, 1993)
- AeroFighters Assault (Virtual Systems, 1997)
- AeroGauge (ASCII Entertainment Software, 1997)
- Aerostar (Vic Tokai, 1991)
- Aerostyle (2000)
- AeroWings (Crave Entertainment, 1999)
  - AeroWings 2: Air Strike (Crave Entertainment, 2000)
- Aevum Obscurum (AO Entertainment 2000)

### Af-Ai
- AFL : seria
  - AFL '98 (Electronic Arts, 1997)
  - AFL '99 (Electronic Arts, 1999)
  - AFL Finals Fever (Blue Tongue Entertainment, 1996)
  - AFL Live 2003 (Acclaim, 2002)
  - AFL Live 2004 (Acclaim, 2003)
  - AFL Live Premiership Edition (Acclaim, 2004)
  - AFL Premiership 2005 (SCEE, 2005)
- Africa Trail (The Learning Company, 1997)
- African Raiders
- After Burner (Tengen, 1989)	 
  - After Burner II (Activision, 1989)
  - After Burner III
- After Burst (NCS / Masaya, 1990) - Japan only
- After Dark Games (Sierra On-Line, 1998)
- After the War (Dinamic Software, 1989)
- Afterlife (LucasArts, 1996)
- Aftershock for Quake (Atari, 1996)
- AfterShocked! (MadGames, 2002)
- Against Rome (JoWooD, 2004)
- Agaju: The Sacred Path
- Agassi Tennis Generation
- Age of Adventure (Electronic Arts, 1986)
- Age of Empires : seria (Ensemble Studios)
  - Age of Empires (1997)
    - The Rise of Rome Expansion (1998)

  - Age of Empires II: The Age of Kings (1999)
    - The Conquerors Expansion (2000)

  - Age of Mythology (2002)
    - Age of Mythology: The Titans (2003)

  - Age of Empires III (2005)
    - Age of Empires III: The War Chiefs (2006)
- Age of Sail (Talonsoft, 1996)
- Age of Sail II (Take 2, 2001)
- Age of Wonders : seria
  - Age of Wonders (Triumph)
  - Age of Wonders 2: The Wizard's Throne
  - Age of Wonders 2: Shadow Magic
  - Agent Hugo (2005)
- Agent USA (Scholastic, 1985)
- Agent X (Mastertronic Group, 1986)
- Agent X II: The Mad Prof's Back! (Mastertronic Group, 1987)
- Ages of Empires
- Ages of Myst (Mindscape, 1998)
- Aggressive Inline (Acclaim, 2002)
- Aggressors of Dark Kombat / Tsuukai GANGAN Koushinkyoku
- Agharta: The Hollow Earth (Egmont Interactive, 2000)
- Agile Warrior
- Agony (Psygnosis, 1992)
- Aguri Suzuki: F-1 Super Driving (LOZC / G.Amusements, 1993) - Japan only
- AH-3 Thunderstrike (JVC, 1993)
- Aha! (Computer Systems Odessa, 1999)
- Ahriman's Prophecy (Amaranth Productions, 2004)
- Air Bucks
- Air Hockey
- Air Warrior
- Airborne Ranger
- Airline Tycoon (1998)
- Airport Tycoon (2000)
- Airport Tycoon 2 (2003)
- Airport Tycoon 3 (2003)
- Aisle (Sam Barlow, 1999)
- AisleRiot

### Al-Am
- Al Unser Jr.'s Turbo Racing (Data East, 1990)
- Alien 8
- Aliens versus Predator
- Aliens versus Predator 2
- Alien Hominid
- Alien Legacy (Sierra, 1995)
- Alien Syndrome (Sega, 1987)
- Aliens: Thanatos Encounter
- Alienators: Evolution Continues
- All Star Baseball 2002
- All Star Baseball 2003
- All Star Baseball 2004
- All Star Baseball 2005
- Allegiance
- Alley Cat (IBM / Synapse, 1984)
- Alone in the Dark : seria
  - Alone in the Dark (joc pe calculator) (Infogrames, 1992)
  - Alone in the Dark 2 (Infogrames, 1994)
  - Jack in the Dark (Infogrames 1994)
  - Alone in the Dark 3 (Infogrames, 1995)
  - Alone in the Dark: One-Eyed Jack's Revenge (Infogrames, 1996)
  - Alone in the Dark: The New Nightmare (Darkworks, 2001)
- Alpha Centauri : seria
  - Alpha Centauri
    - Alien Crossfire
- Alpha Mission
- Altered Beast (Sega, 1988)
- Alternate Reality : seria: the City, the Dungeon
- Amazing Island
- A Man and his Droid
- AMF Bowling 2004 (2004, Mud Duck Games)
- AMF Xtreme Bowling (2006, Mud Duck Games)
- American McGee's Alice (2000, Electronic Arts)
- America's Army
- Amerzone
- Amissville : seria (2002)
- Amped
- Amped 2
- Amped 3

### An-Ar
- Anachronox
- Anacreon
- Anarchy Online : seria (Funcom)
  - Anarchy Online (2001)
  - The Notum Wars (2001)
  - Shadowlands (2003)
- Animal Crossing: seria
  - Animal Crossing: Let's Go to the City (Nintendo, 2008); Wii
  - Animal Crossing: New Horizons (Nintendo, 2020); Nintendo Switch
  - Animal Crossing: New Leaf (Nintendo, 2012); Nintendo 3DS
  - Animal Crossing: Pocket Camp (Nintendo, 2017); Android, iOS
  - Animal Crossing: Wild World (Nintendo, 2005); Nintendo DS
  - Animal Forest (Nintendo, 2001); Nintendo 64
- Ancient Art of War : seria
  - Ancient Art of War at Sea
  - Ancient Art of War in the Skies
- Andromeda Conquest (Avalon Hill, 1982)
- Angband
- Ankh: The Tales of Mystery (Artex Software, 1998) (Acorn RISC)
- Ankh (Deck13 Interactive, 2005)
- Anno 1503
- Anno 1602
- Anno 1701
- Another World
- Antarctic Adventure (Konami, 1984)
- Apidya
- Apocalypse
- Apple Cider Spider
- Apple Panic
- Arc the Lad : seria
- Arcadians
- Arcanum: of Steamworks and Magick Obscura (Sierra, 2001)
- Archon : seria
  - Archon2: Adept
  - Archon: Ultra
- Arch Rivals
- Area 51
- Arena Football
- Arena Football: Road to Glory
- Arkanoid : seria (Taito)
- Armagetron
- Armored Core : seria
- Army Men : seria
  - Army Men 2
  - Army Men Advance
  - Army Men: Air Combat
  - Army Men: Sarge's Heroes
  - Army Men: Sarge's Heroes 2

### As-Aw
- Asheron's Call
- Assault
- Assault Rigs
- Asterix and the Magic Cauldron
- Asteroids
- Astonia game online
- Athena (1987)
- Atlantis: The Lost Empire
- A-Train
- Atic Atac
- Atomix
- Auto Assault
- Auf Wiedersehen Monty
- Avalon The 3D Adventure Movie
- Avernum : seria (Spiderweb)
- Aveyond (Amaranth Games, 2006)
- Avoid the Noid (1989)
- Awesome

## B
- B-1 Nuclear Bomber (Avalon Hill, 1981)

### Ba
- Baal
- Backgammon
- Backyard Sports : seria
  - Backyard Baseball
  - Backyard Basketball
- Bad Day L.A.
- Bad Dudes
- Bad News Baseball
- Bahamut Lagoon
- Balance of the Planet (1990)
- Balance of Power (Mindscape, 1985)
- Ballance
- Baldur's Gate : seria
- Ballblazer (Lucasfilm, 1985)
- Balloon Fight (NES)
- Balloon Fight-e (e-Reader)
- Balloon Kid
- Bang Bead
- Bangai-O
- Banjo-Kazooie (N64) (Rare LTD.)
- Banjo-Kazooie: Grunty's Revenge
- Banjo-Pilot (2005, GBA) (THQ)
- Banjo-Tooie (N64) (Rare LTD.)
- Barbarian
- Bard's Tale : seria
- Baseball
- Baseball-e
- Bases Loaded : seria
  - Bases Loaded II
  - Bases Loaded 3
- B.A.T.
- Batman : seria
  - Batman (joc video)
  - Batman Vengeance
- Battle of Antietam
- Battle Chess : seria
- Battle Flip Shot
- Battle for Midway (Avalon Hill, 1980)
- Battle for Wesnoth
- Battlefield : seria
- Battlefield 1942 (2002)
  - Battlefield 1942: Road to Rome (2003)
  - Battlefield 1942: Secret Weapons (2003)
- Battlefield Vietnam (2004)
- Battlefield 2: modern combat (2005)
- Battlefield 2 (2005)
  - Battlefield 2: Special Forces (2005)
  - Battlefield 2: Euro Force (2005)
  - Battlefield 2: Armored Fury (2005)
- Battlefield 2142 (2006)
- Battlegroup
- Battlehawks 1942
- Battle Isle : seria
- Battles of Destiny
- Battles of Napoleon
- Battletech
- Battletoads (1991)
- BattleZone

### Be-Bz
- Beast (1984)
- Beatmania
- Beavis and Butt-head
- Benefactor
- Berzerk (Stern (gaming company), 1980)
- Beyond the Tesseract (David Lo, 1983)
- Big Brain Academy: seria
  - Big Brain Academy (Nintendo, 2005); Nintendo DS
  - Big Brain Academy: Brain vs. Brain (Nintendo, 2021); Nintendo Switch
  - Big Brain Academy: Wii Degree (Nintendo, 2007); Wii
- The Big Red Adventure (1995)
- Big Rigs: Over the Road Racing
- Bionic Commando : seria
- Bioshock
- Blast Lacrosse
- Black and White
- Black Market Bowling (2005, Black Marjet Games)
- Blade
- Blazing Star
- Blitzkrieg
- Bliss - the Game for Lovers
- Blockland
- Blood : seria
- BloodRayne
- BloodRayne 2
- Bloodstone
- Blue Max (Synapse, 1983)
- Blue Force
- Blues Brothers, The
- Blues Brothers 2000
- BMX XXX
- Bode Miller Alpine Skiing
- Boggit, the (1986)
- Bolo
- Bomberman: seria
- Bonanza Bros.
- Bonecruncher
- Boulder Dash
- Bounty Bob
- Boxing Fever
- Breakdance (Epyx, 1985)
- Breakout (Atari, 1978)
- Breakthrough Gaming Presents: Axel
- Breath of Fire : seria
- Brg StaySafe
- Brian Bloodaxe
- BrickShooter
- Brothers in Arms: Road to Hill 30
- Brothers In Arms: Earned in Blood
- Brothers In Arms: Hell's Highway
- Bubba & Stix
- Bubble Bobble
- Bubble Symphony
- Bubbler
- Buffy the Vampire Slayer
- Bugdom
- Bully (Rockstar Vancouver)
- Bureaucracy (1987)
- Burnout : seria
  - Burnout
  - Burnout 2: Point of Impact
  - Burnout 3: Takedown
  - Burnout Revenge
  - Burnout Legends
- BushBuck Charms, Viking Ships & Dodo Eggs (PC Globe)
- Bust a Groove
- Bust a Move
- Buzz Aldrin's Race into Space
- BZFlag

## C

### Ca-Ce
- Cabela's Big Game Hunter : seria
  - Cabela's Big Game Hunter
    - Cabela's Big Game Hunter: Special Permit

  - Cabela's Big Game Hunter II
    - Cabela's Big Game Hunter II: Open Season

  - Cabela's Big Game Hunter III
    - Cabela's Big Game Hunter III: The Next Harvest

  - Cabela's Big Game Hunter 4
  - Cabela's Big Game Hunter 5: Platinum Series
  - Cabela's Big Game Hunter 6
  - Cabela's Big Game Hunter: Ultimate Challenge
  - Cabela's Big Game Hunter: 2004 Season
  - Cabela's Big Game Hunter 2005 Adventures
  - Cabela's Big Game Hunter 2006 Trophy Season
  - Cabela's Big Game Hunter 2007: 10th Anniversary Edition - Alaskan Adventure
- Cabela's Dangerous Hunts : seria
  - Cabela's Dangerous Hunts
  - Cabela's Dangerous Hunts 2
  - Cabela's Dangerous Hunts: Ultimate Challenge
- Cabela's Deer Hunt : seria
  - Cabela's Deer Hunt: 2004 Season
  - Cabela's Deer Hunt: 2005 Season
- Cabela's GrandSlam Hunting : seria
  - Cabela's GrandSlam Hunting: North American 29
  - Cabela's GrandSlam Hunting: 2004 Trophies
- Cabela's Off-Road : seria
  - Cabela's 4x4 Off-Road Adventure
  - Cabela's 4x4 Off-Road Adventure 2
  - Cabela's 4x4 Off-Road Adventure 3
- Cabela's Outdoor : seria
  - Cabela's Outdoor Adventures
  - Cabela's Outdoor Trivia Challenge
- Cabela's Ultimate Deer Hunt : seria
  - Cabela's Ultimate Deer Hunt
  - Cabela's Ultimate Deer Hunt 2
- Cabela's African Safari
- Cabela's Sportsman's Challenge
- Cadash (Taito, 1991)
- Cadaver
- Caesar: seria
  - Caesar
  - Caesar II
  - Caesar III
  - Caesar IV (Activision, 2006); PC
- California Games
- Call of Duty : seria
  - Call of Duty
    - Call of Duty: United Offensive

  - Call of Duty: Finest Hour
  - Call of Duty 2
  - Call of Duty 2: Big Red One
  - Call of Duty 3
  - Call of Duty 4
- Call to Power II (Activision, 2000)
- Captain Claw
- Captain Skyhawk
- Carmageddon : seria
  - Carmageddon and Splatpack expansion
  - Carmageddon II: Carpocalypse Now
  - Carmageddon TDR2000
- Carmen Sandiego : seria
- Carnage Heart : seria
- Carnivors : seria
- Carrier Command
- Carriers at War
- Cars
- The Castle of Dr. Brain
- The Castles of Dr. Creep
- Castle Adventure
- Castle Wolfenstein (Muse, 1981)
- Castles : seria
- Castlevania : seria
  - Castlevania II: Simon's Quest
  - Castlevania III: Dracula's Curse
  - Castlevania: Circle of the Moon
- Catacomb : seria (id, 1989)
  - Catacomb 3D (id, 1991)
- Cauldron : seria
  - Cauldron
  - Cauldron 2: The Pumpkin Strikes Back
  - Super Cauldron
- Cel Damage
- Centipede

### Ch-Cl
- Championship Bowling (2006, Black Market Games)
- Championship Manager : seria (1992-2006)
- Chaos (1984)
- Chaos Engine : seria (Renegade, 1993)
- Chaos Legion
- Chaos Strikes Back (FTL, 1989)
- Chase H.Q. (Taito, 1988)
- Chasm: The Rift (Action Forms and WizardWorks, 1997)
- Checkers
- Chessmaster : seria
- Chicken Run
- Children of the Nile
- Chip's Challenge
- Chocobo's Mysterious Dungeon
- Chocobo Racing (Squaresoft, 1999)
- Choplifter
- Christminster (Gareth Rees, 1995)
- Seria Chrono:
  - Chrono Trigger (1995)
  - Radical Dreamers (1996)
  - Chrono Cross (2000)
- Chrome (2003)
- ChuChu Rocket!
- Chuck Yeager's Air Combat
- Chuckie Egg : seria (A'n'F, 1983)
- Chuzzle
- Citadel (Superior Software, 1985)
- City of Heroes
- City of Villains*
- CivCity: Rome (2006)
- Civilization : seria (Microprose, 1991)
  - Civilization II (1996)
    - Civilization II: Test of Time (1999)

  - Civilization: Call To Power (Activision, 1999)
    - Call to Power II (Activision, 2000)

  - Civilization III (2001)
    - Civilization III: Play the World (2002)
    - Civilization III: Conquests (2003)

  - Civilization IV (2005)
    - Civilization IV: Warlords (2006)
- Clive Barker's Undying (2001)
- Clock Tower: The First Fear (1995)
- Clockwiser
- Close Combat : seria
- Cloud Kingdoms (Electralyte, 1990)
- Clu Clu Land
- Clu Clu Land-e
- Clue (1998)
- Clue!, the (neo Software Produktions GmbH, 1994)

### Co
- Codename Eagle
- Cold War
- Colin McRae Rally : seria
- Colonel's Bequest, the
- Colonization
- The Colony
- Colossal Cave Adventure
- Colossus Bridge
- Colossus Chess 2.0 and 4.0
- Colossus Mah Jong
- Columns
- Combat (Atari, 1977)
- Combat Leader
- Combat Mission : seria
  - Combat Mission: Beyond Overlord (CMBO)
  - Combat Mission: Barbarossa to Berlin (CMBB)
  - Combat Mission: Afrika Korps (CMAK)
  - Combat Mission : Shock Force (CMSF)
- Comanche Series
- Comic Bakery (Konami, 1984)
- Comix Zone
- Command and Conquer : seria
  - Command and Conquer (aka Tiberian Dawn)
  - Red Alert
  - Red Alert 2
  - Tiberian Sun
  - Generals
- Commander Keen : seria (1990)
- Commando
- Commandos : seria
  - Commandos: Behind Enemy Lines
  - Commandos: Beyond the Call of Duty
  - Commandos 2: Men of Courage
- Computer Bismarck (SSI, 1979)
- Computer Quarterback (SSI, 1979)
- Conflict: Korea
- Conflict: Middle East Political Simulator
- Conker: Live and Reloaded
- Conker's Bad Fur Day
- Conker's Pocket Tales
- Conquests of the Longbow
- Contra / Probotector : seria
- Cookie
- Cookie Monster Munch (1983)
- Cool Spot
- Corporate Machine, The
- Corridor 7 (Capstone, 1995)
- Cosmic Race
- Cosmology of Kyoto (Softedge 1995)
- Cosmoserve - an Adventure Game for the BBS-Enslaved (1997)
- Counter Strike
- Counter Strike: Condition Zero
- Counter Strike: Source
- Covert Action

### Cr-Cy
- Crackdown
- Crash Bandicoot : seria
- Crazy Sue
- Crazy Sue Goes On
- Crazy Taxi : seria
- Cricket 2002
- Cricket 2004
- Cricket 2005
- Crimson Skies : seria
  - Crimson Skies: High Road to Revenge
- Crisis Zone
- Crossfire
- Cruise Ship Tycoon
- Crusade in Europe
- Crysis
- Crystal Castles
- Crystal Caves : seria (Apogee, 1991)
- Crystalis
- Crystals of Zong
- Curse of the Azure Bonds
- Curses - an Interactive Diversion (Graham Nelson, 1993)
- Custer's Revenge
- Cut the Rope
- Cut the Rope 2
- Cut the Rope: Triple Treat
- Cuthbert Goes Digging
- Cuthbert Goes Walkabout
- Cuthbert in the Mines
- Cuyo
- Cyber-Lip
- Cyberun
- Cytron (Psygnosis)
- Cytron Masters (SSI, 1980)
- Cyvern